# Robert Eric Guglielmone
Robert Eric Guglielmone (New York, 30 dicembre 1945) è un vescovo cattolico statunitense, dal 22 febbraio 2022 vescovo emerito di Charleston.

## Biografia
Robert Eric Guglielmone è nato a New York il 30 dicembre 1945 da Frank e Caroline Guglielmone. Ha due fratelli, Nicholas Dana e Tito.

### Formazione e ministero sacerdotale
Cresciuto a Long Island, ha frequentato una scuola elementare cattolica e poi il liceo diplomandosi nel 1964. Ha conseguito il Bachelor of Arts in pedagogia presso la St. John's University di New York. Per cinque anni ha insegnato economia alla Patchogue-Medford High School e nel frattempo ha continuato gli studi laureandosi in educazione all'Università di New York.
Sentendosi chiamato al sacerdozio, è entrato nel seminario "Immacolata Concezione" di Huntington. Nel 1977 ha conseguito il Master of Divinity.
L'8 aprile 1978 è stato ordinato presbitero per la diocesi di Rockville Centre da monsignor John Raymond McGann. In seguito è stato vicario parrocchiale della parrocchia di San Martino di Tours a Amityville dal 1978 al 1986; cappellano diocesano a tempo parziale degli scout dal 1983 al 1990; direttore della formazione pastorale dal 1986 al 1993; decano degli studenti del seminario "Immacolata Concezione" di Huntington dal 1988 al 1993; parroco della parrocchia di Santa Francesca de Chantal a Wantagh dal 1993 al 2004; membro del comitato per le nomine dei sacerdoti dal 1989 al 1992; assistente ecclesiastico della Conferenza internazionale cattolica dello scautismo dal 2000; direttore dell'ufficio per il clero dal 2004 al 2007 e rettore della cattedrale di Sant'Agnese a Rockville Centre dal 2007.
Nel 1996 è stato nominato prelato d'onore di Sua Santità.

### Ministero episcopale
Il 24 gennaio 2009 papa Benedetto XVI lo ha nominato vescovo di Charleston. Ha ricevuto l'ordinazione episcopale il 25 marzo successivo nella cattedrale di San Giovanni Battista a Charleston dal cardinale Edward Michael Egan, arcivescovo metropolita di New York, co-consacranti il vescovo di Rockville Centre William Francis Murphy e quello di Birmingham Robert Joseph Baker. Durante la stessa celebrazione ha preso possesso della diocesi.
Nel maggio del 2012 e nel febbraio del 2020 ha compiuto la visita ad limina.
Il 22 febbraio 2022 papa Francesco ha accolto la sua rinuncia per raggiunti limiti di età; gli è succeduto lo scalabriniano Jacques Eric Fabre, fino ad allora amministratore della "San Felipe de Jesus Catholic Mission a Forest Park" nell'arcidiocesi di Atlanta.
È membro di quarto grado dei Cavalieri di Colombo.

### Coinvolgimento nello scautismo
Guglielmone è noto per il suo coinvolgimento nello scautismo. Ha iniziato la sua carriera come cappellano del campo della Riserva Scout di Onteora a Livingston Manor quando era seminarista. Come sacerdote, ha prestato servizio come cappellano per la diocesi di Rockville Center, poi per lo Stato di New York e infine per il Comitato nazionale cattolico sullo scautismo. Guglielmone per otto anni è stato cappellano della Conferenza internazionale cattolica dello scautismo. Nel novembre del 2000 la Santa Sede lo ha nominato suo delegato per lo scautismo per un quadriennio. Nel 2004 è stato riconfermato per un secondo quadriennio. Ha ricevuto il Silver Beaver Award dal consiglio della Contea di Suffolk. Guglielmone è membro dell'Ordine della Freccia, una società d'onore americana. Lì, è stato introdotto come membro di "Vigil Honor", il terzo e ultimo grado di appartenenza, nel 1985. I membri di "Vigil Honor" ricevono tradizionalmente un nome in lingua unami, indicato nell'Ordine come "Lenni Lenape". Il "nome della veglia" di Guglielmone è "Nekama Auwen Allohumasin Lilenowag An Unt", che è stato interpretato come "Colui che esemplifica la legge di Dio". Nel 2004 i Boy Scouts of America gli hanno assegnato il Silver Antelope Award. La Conferenza internazionale cattolica dello scautismo gli ha assegnato il Brother Barnabas Founders Award e la prima classe del Silver Saint George Emblem. Nel 2012 ha ricevuto il Silver Buffalo Award, il più alto riconoscimento assegnato dal consiglio nazionale dei Boy Scouts of America, per il suo servizio ai giovani.

## Genealogia episcopale
La genealogia episcopale è:
- Cardinale Scipione Rebiba
- Cardinale Giulio Antonio Santori
- Cardinale Girolamo Bernerio, O.P.
- Arcivescovo Galeazzo Sanvitale
- Cardinale Ludovico Ludovisi
- Cardinale Luigi Caetani
- Cardinale Ulderico Carpegna
- Cardinale Paluzzo Paluzzi Altieri degli Albertoni
- Papa Benedetto XIII
- Papa Benedetto XIV
- Papa Clemente XIII
- Cardinale Marcantonio Colonna
- Cardinale Giacinto Sigismondo Gerdil, B.
- Cardinale Giulio Maria della Somaglia
- Cardinale Carlo Odescalchi, S.I.
- Cardinale Costantino Patrizi Naro
- Cardinale Lucido Maria Parocchi
- Papa Pio X
- Papa Benedetto XV
- Papa Pio XII
- Cardinale Eugène Tisserant
- Cardinale Bernardin Gantin
- Cardinale Edward Michael Egan
- Vescovo Robert Eric Guglielmone

## Araldica
| Stemma | Titolare                                      | Descrizione |
|        | Robert Eric Guglielmone Vescovo di Charleston | Secondo la tradizione araldica ecclesiastica dei paesi anglosassoni, lo stemma del vescovo è impalato con quello della diocesi a simboleggiare la relazione tra l'uomo e l'ufficio che ricopre. Nella parte destra dello scudo (in araldica, destra e sinistra si scambiano dal punto di vista dell'osservatore poiché è consuetudine considerare la parte destra e sinistra dal punto di vista del soldato che teneva in mano il proprio scudo e lo descriveva dal suo punto di vista), troviamo rappresentato lo stemma della diocesi di Charleston. Nella parte sinistra dello scudo vi è lo stemma di monsignor Guglielmone. Esso rende omaggio a Maria e a San Paolo, patrono di cresima del vescovo. Monsignor Guglielmone, inoltre, è stato consacrato vescovo durante l'Anno paolino. Il posto d'onore nella parte superiore dello scudo è di colore azzurro in onore di Maria. L'azzurro è anche il colore araldico della filosofia ed è diventato il simbolo dell'autorità di insegnante del vescovo. La stella splendente che emette una moltitudine di raggi indica l'Annunciazione di Nostro Signore, festa nella quale è stato ordinato vescovo. La parte inferiore è di colore rosso. Esso rappresenta il Sacro Cuore di Gesù e il suo Preziosissimo Sangue nel Santissimo Sacramento e contiene una nave che naviga su acque turbolente. Le onde rappresentano gli oceani, compreso il Mar Mediterraneo, che bagna l'Italia, terra degli antenati del vescovo; l'Oceano Atlantico settentrionale, che bagna la diocesi di Rockville Center, dove il vescovo Guglielmone ha prestato servizio come sacerdote per 30 anni; la Corrente del Golfo, che lambisce le coste della diocesi di Charleston; e le acque del porto di Charleston, sede della sua diocesi. A cavalcare queste onde vi è un'antica nave, del tipo che avrebbero usato Gesù e San Paolo, e che rappresenta la Chiesa. Anche la spada avvolta dalle fiamme presente sulla vela è un simbolo paolino. Come motto ha scelto l'espressione "Walk humbly with your God" che significa "Cammina umilmente con il tuo Dio". Esso è tratto dal versetto 6, 8 del Libro di Michea: "Uomo, ti è stato insegnato ciò che è buono e ciò che richiede il Signore da te: praticare la giustizia, amare la bontà, camminare umilmente con il tuo Dio". Lo stemma è completato con gli ornamenti esterni che sono una croce processionale episcopale d'oro, posta dietro allo scudo e che si estende sopra e sotto lo stesso e un cappello ecclesiastico chiamato galero, con sei nappe in tre file su entrambi i lati dello scudo. Queste sono le insegne araldiche di un prelato del grado di vescovo come da disposizione della Santa Sede del 31 marzo 1969. La croce episcopale del vescovo Guglielmone è decorata con foglie di ciclamino, uno dei fiori nazionali d'Italia, in onore dei genitori del vescovo e dei suoi antenati originari di quel paese. Il ciclamino inoltre, con il rubino al centro della croce, rappresenta anche Maria Addolorata. Lo stemma è stato creato da James-Charles Noonan Jr., di Gwynedd Valley, storico della Chiesa ed esperto di araldica ecclesiastica, ed è stato dipinto dall'artista canadese Linda Nicholson. |